# Kamilavkion

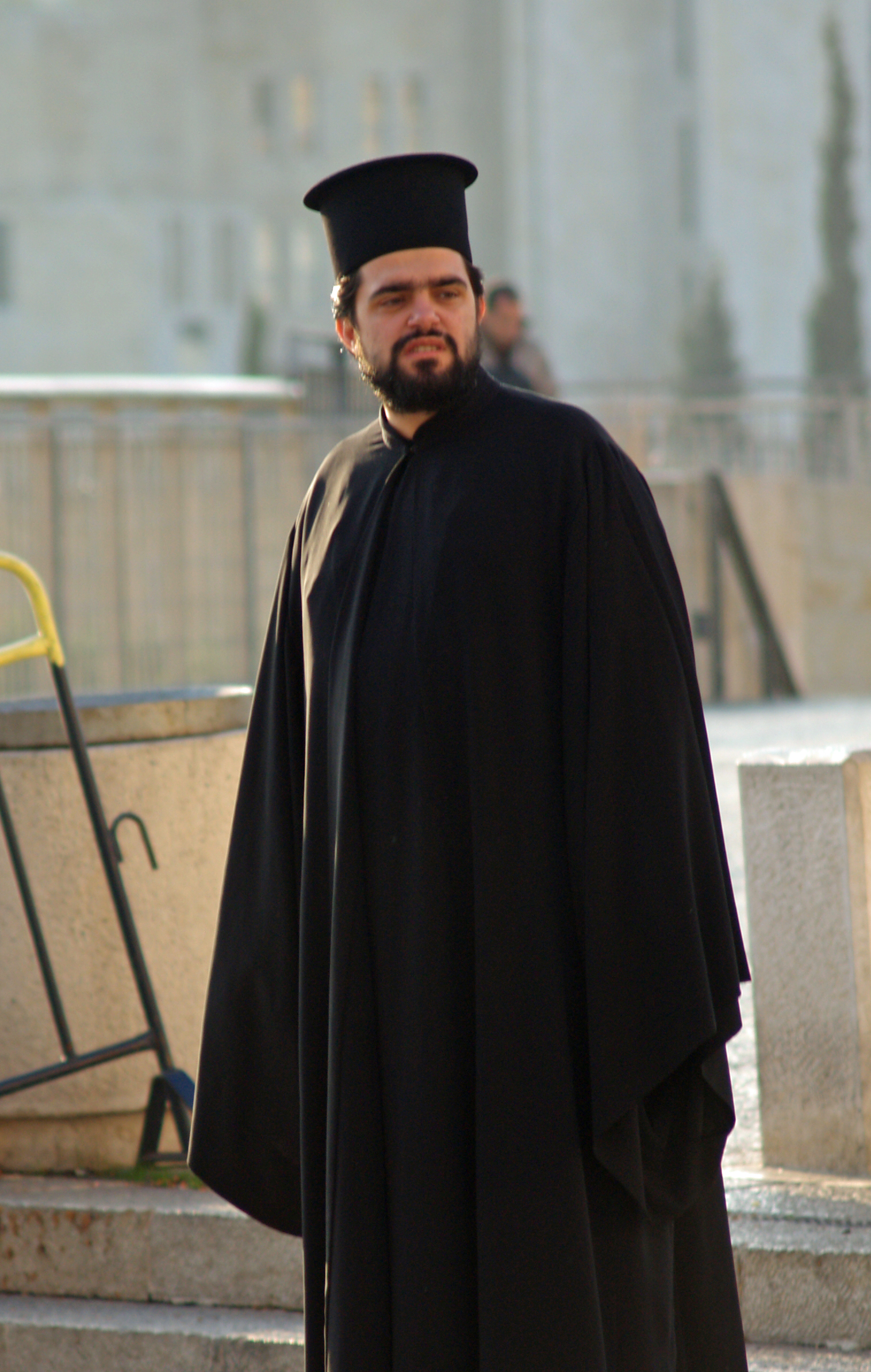
Un presbitero greco-ortodosso che indossa il Kalimavkion

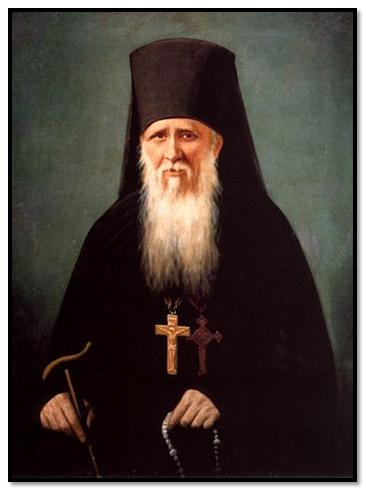
Il monaco Ambrogio di Optina (1812-1891), santo della Chiesa ortodossa russa, porta il kamilavkion con il velo, formando il klobouk

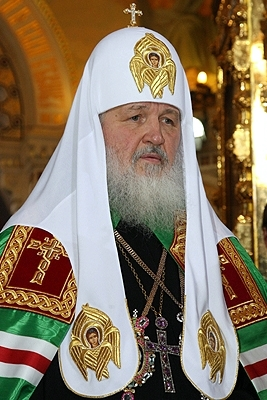
Kirill (1946), patriarca di Mosca e di tutte le Russie

Il Kalimavkion è il copricapo dei presbiteri e dei monaci ortodossi, che lo indossano insieme con il rasso e, talvolta, durante le azioni liturgiche. Questo particolare copricapo, avente la forma di un cilindro privo della falda, può essere di due colori: tutto nero per i presbiteri e i monaci, nero con la copertura rossa o viola per i prelati, a cui viene consegnato come un simbolo d'onore.

## Tipologie
Esistono varie tipologie di kalimavkion, che differiscono di poco l'una dall'altra. 
Presso gli ortodossi di rito bizantino, si utilizzano soprattutto due varianti del copricapo:
- con velo, proprio dei monaci, che consiste nell'aggiunta di un velo nero che scende dal bordo inferiore posteriore sino alle scapole;
- con falda appiattita, proprio dei presbiteri, che prevede l'aggiunta di una falda appiattita sulla parte superiore del copricapo.

Gli ortodossi russi, invece, utilizzano più forme di kalimavkion (che è più alto rispetto a quello greco):
- con velo, proprio dei monaci, delle monache e dei monaci diaconi, che ha la stessa forma del copricapo corrispondente greco;
- a cilindro, proprio degli arcidiaconi, presbiteri e vescovi, consiste nel cilindro kalimavkion privo di ogni aggiunta;
- a copertura rossa o viola, proprio dei diaconi sposati e dei presbiteri sposati, avente il cerchio di copertura o rosso o fucsia;
- con croce gemmata, proprio degli arcivescovi, consiste nell'aggiunta sopra la parte anteriore del cilindro di una piccola croce gemmata.

Gli ortodossi serbi hanno tre varianti principali di kalimavkion:
- a cilindro, proprio di tutti i gradi del diaconato e del presbiterato, è uguale al corrispondente russo;
- con velo nero, proprio dei monaci, che lo indossano durante le azioni liturgiche;
- con velo viola, proprio dei vescovi e degli arcivescovi, che lo indossano durante le azioni liturgiche.